# 查普曼冰川
70°17′S 67°55′W / 70.283°S 67.917°W
查普曼冰川（英語：Chapman Glacier），是南極洲的冰川，位於帕爾默地，長18公里、寬16公里，流經戴耶高原，最終注入喬治六世海峽，現時由南極條約體系管理。